# Apospasta diffussa
Apospasta diffussa är en fjärilsart som beskrevs av François Louis Nompar de Caumont de Laporte 1974. Apospasta diffussa ingår i släktet Apospasta och familjen nattflyn. Inga underarter finns listade i Catalogue of Life.